# محمود أباد نمونه
محمود أباد نمونه (بالفارسية: محمودآباد نمونه) هي مدينة تقع في إيران في قسم. يقدر عدد سكانها بـ 19,669 نسمة .